# Astrid Allwyn
Astrid Allwyn, född 27 november 1905 i Manchester, Connecticut, död 31 mars 1978 i Los Angeles, Kalifornien, var en amerikansk skådespelare. Allwyn medverkade i fler än femtio Hollywoodfilmer. Hon gjorde några huvudroller i b-filmer men anlitades vanligen för de större kvinnliga birollerna.

## Filmografi, urval
- 1934 – Vi som går köksvägen
- 1936 – Charlie Chans hemlighet
- 1936 – Flottan dansar
- 1936 – Min farfar och jag
- 1939 – Det handlar om kärlek...
- 1939 – Mr Smith i Washington
- 1940 – Mysteriet Philip Jordan